# Belletruche (Adelsgeschlecht)

Wappen derer von Belletruche

Die Familie de Belletruche (auch Belles-Truches, Bellestruches) war ein aus Chambéry stammendes savoyisches Adelsgeschlecht. Das Geschlecht ist ausgestorben.
Die Familie war begütert in Beaufort und in Vevey. in Vevey besaßen die Belletruche ein nach ihnen benanntes Lehen mit Schloss sowie ein ebenfalls nach der Familie benanntes festes Haus am See in Vevey (später: Maison des trois couronnes).

## Personen
- Antoine de Belletruche, Vogt der Waadt, Mitherr zu Vevey
- Pierre de Belletruche, Vizegouverneur von Nizza